# مسابقات جهانی تنیس روی میز ۱۹۶۹
مسابقات جهانی تنیس روی میز ۱۹۶۹ (انگلیسی: 1969 World Table Tennis Championships) سی‌امین دوره مسابقات جهانی تنیس روی میز است که در شهر مونیخ، آلمان برگزار شده است.
این مسابقات از ۱۷ تا ۲۷ آوریل ۱۹۶۹ در دو بخش تیمی و انفرادی انجام شده است.